# Jackeline Rodríguez
Jackeline Rodríguez Streffeza (12 de enero de 1972) es una modelo y reina de belleza venezolana que fue la representante oficial de su país en el concurso Miss Universo 1991, donde fue una de las seis finalistas. Rodríguez no fue titular del concurso Miss Venezuela. Ese año, el concurso Miss Venezuela 1991 se trasladó a septiembre, por lo que tuvo lugar después del concurso Miss Universo 1991. Rodríguez fue finalmente elegida por Osmel Sousa para representar a Venezuela en Miss Universo.